# Druhá perská nadvláda
Druhá perská nadvláda byla jedna ze staroegyptských královských dynastických dob řazených egyptology do historického období označovaného jako Pozdní doba. Manehto ji už nezahrnul do svého třídění, ale pojednal o ní v souvislosti s dobou Alexandra Velikého jako pozdějšího vítěze nad Perskou říší. Ve středověké a ojediněle i v novověké historiografii bývá s ohledem na tradici počítání dynastií v egyptské chronologii označována jako tzv. „31. dynastie“. Druhá perská nadvláda v Egyptě trvala v letech 343–332 př. n. l; po ní následuje tzv. Řecko-římská doba.

## Panovníci

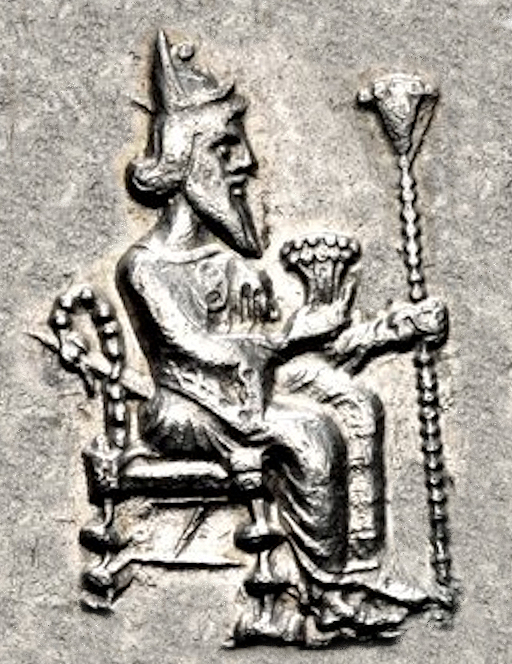
Artaxerxés III. jako egyptský faraon

V období Druhé perské nadvlády v Egyptě vládli panovníci (podle pořadí):
- Artaxerxés III.
- Arsés
- Dareios III.